# Canton de Niort-Ouest
Pour les articles homonymes, voir Canton de Niort (homonymie).
Le canton de Niort-Ouest est une ancienne division administrative française située dans le département des Deux-Sèvres et la région Poitou-Charentes. C'est le deuxième canton le plus peuplé du département (après le canton de Niort-Nord) et le troisième de la région, après Niort-Nord et le canton de Poitiers-7.

## Géographie
Ce canton était organisé autour de Niort dans l'arrondissement de Niort. Son altitude varie de 0 m (Coulon et Magné) à 81 m (Coulon).

## Histoire
Le canton de Niort-Ouest est créé en 1973 en même temps que les cantons de Niort-Est et Niort-Nord, en remplacement des deux cantons de Niort-1 et Niort-2.

## Administration
| Période | Période | Identité         | Étiquette    | Qualité                                                                                      |
| ------- | ------- | ---------------- | ------------ | -------------------------------------------------------------------------------------------- |
| 1973    | 1979    | Janine Lucas     | MRG puis DVD | Pharmacienne Conseillère municipale de Saint-Liguaire puis de Niort                          |
| 1979    | 1985    | Gérard Gauduchon | PS           | Assureur, adjoint au maire de Niort (1977-1985 et 1986-2001)                                 |
| 1985    | 1998    | Janine Lucas     | UDF-Radical  |                                                                                              |
| 1998    | 2015    | Gérard Zabatta   | PS           | Salarié dans les assurances, conseiller municipal de Niort Vice-président du Conseil général |

## Composition
Le canton de Niort-Ouest groupait 3 communes et compte 25 587 habitants (population municipale) au 1er janvier 2007.
| Communes | Population (2012) | Code postal | Code Insee |
| -------- | ----------------- | ----------- | ---------- |
| Coulon   | 2 211             | 79510       | 79100      |
| Magné    | 2 856             | 79460       | 79162      |
| Niort    | 20 520 (*)        | 79000       | 79191      |

(*) Fraction de commune. En 2009, la commune de Niort a une population de 56 878 habitants répartie sur trois cantons.

## Démographie
| 1975 | 1982 | 1990 | 1999   | 2006   | 2009   | - | - | - |
| ---- | ---- | ---- | ------ | ------ | ------ | - | - | - |
| -    | -    | -    | 26 139 | 26 512 | 25 587 | - | - | - |

La population du canton augmente entre 1999 et 2006 de 373 habitants (soit +1,4 %). Si Coulon et la fraction communale de Niort augmentent, Magné voit sa population légèrement diminuer. C'est le deuxième canton le plus peuplé du département, après celui de Niort-Nord.